# ノースカロライナ大学チャペルヒル校
座標: 北緯35度54分30秒 西経79度3分0秒 / 北緯35.90833度 西経79.05000度

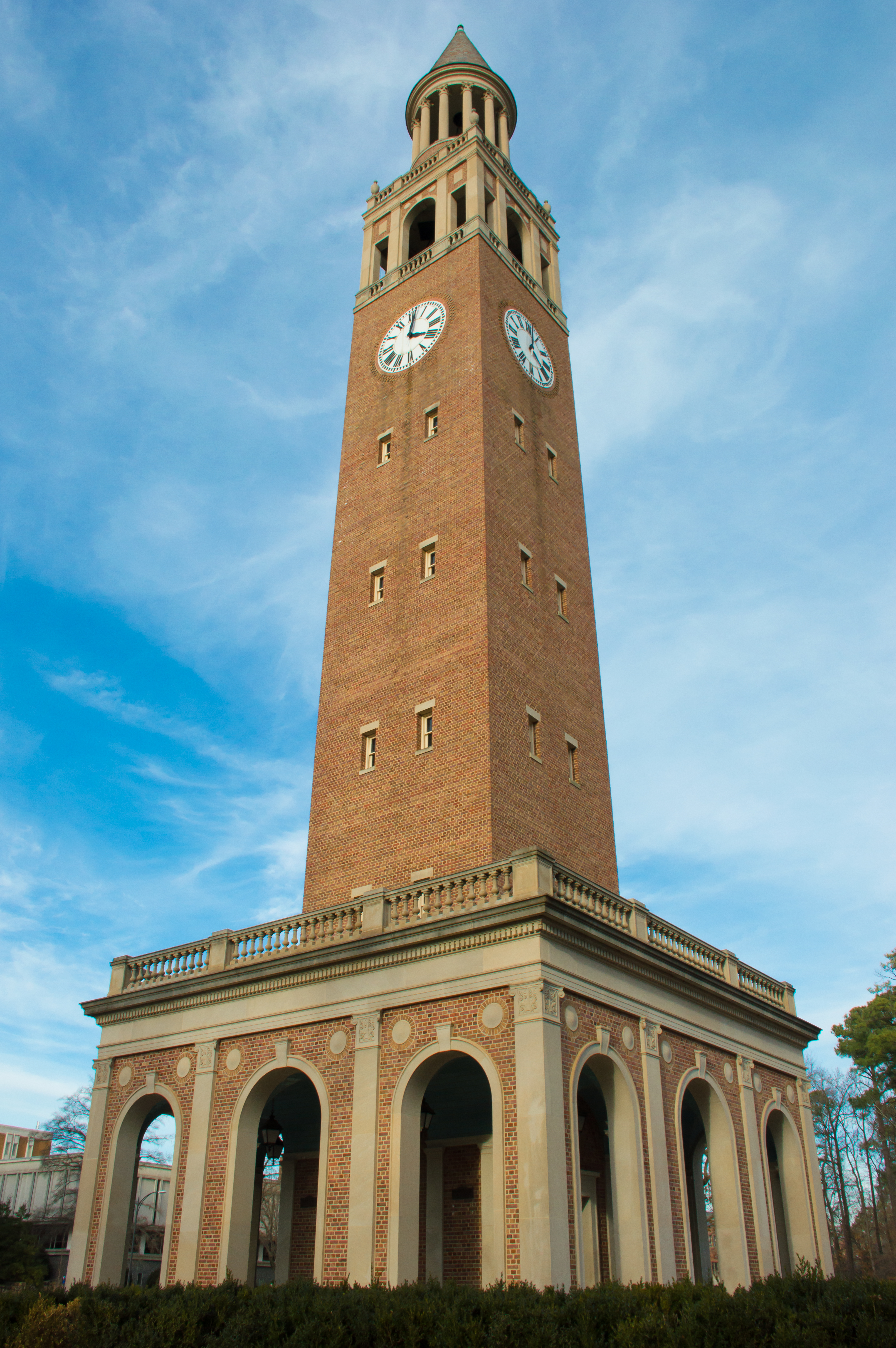

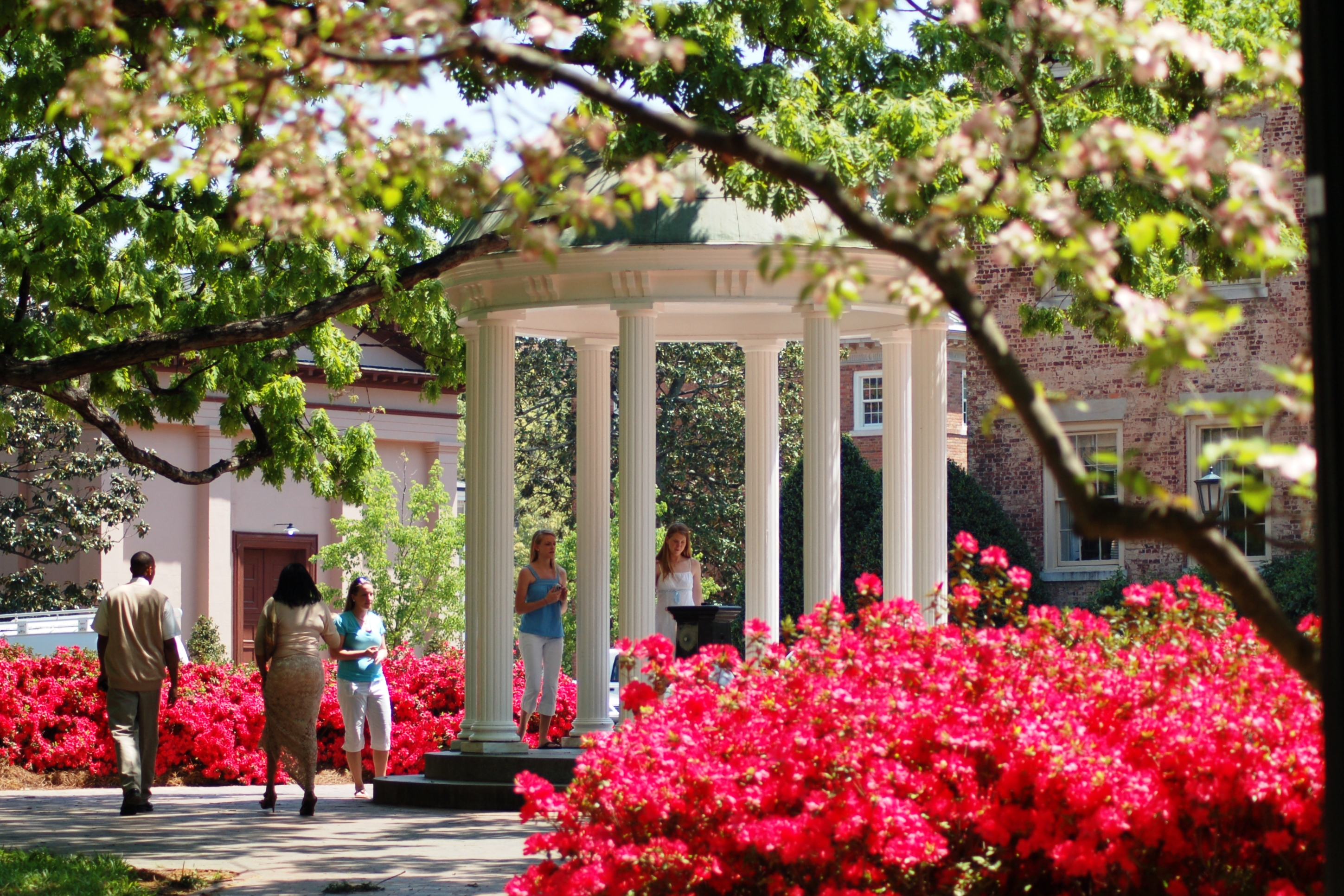
Old Well, center of campus

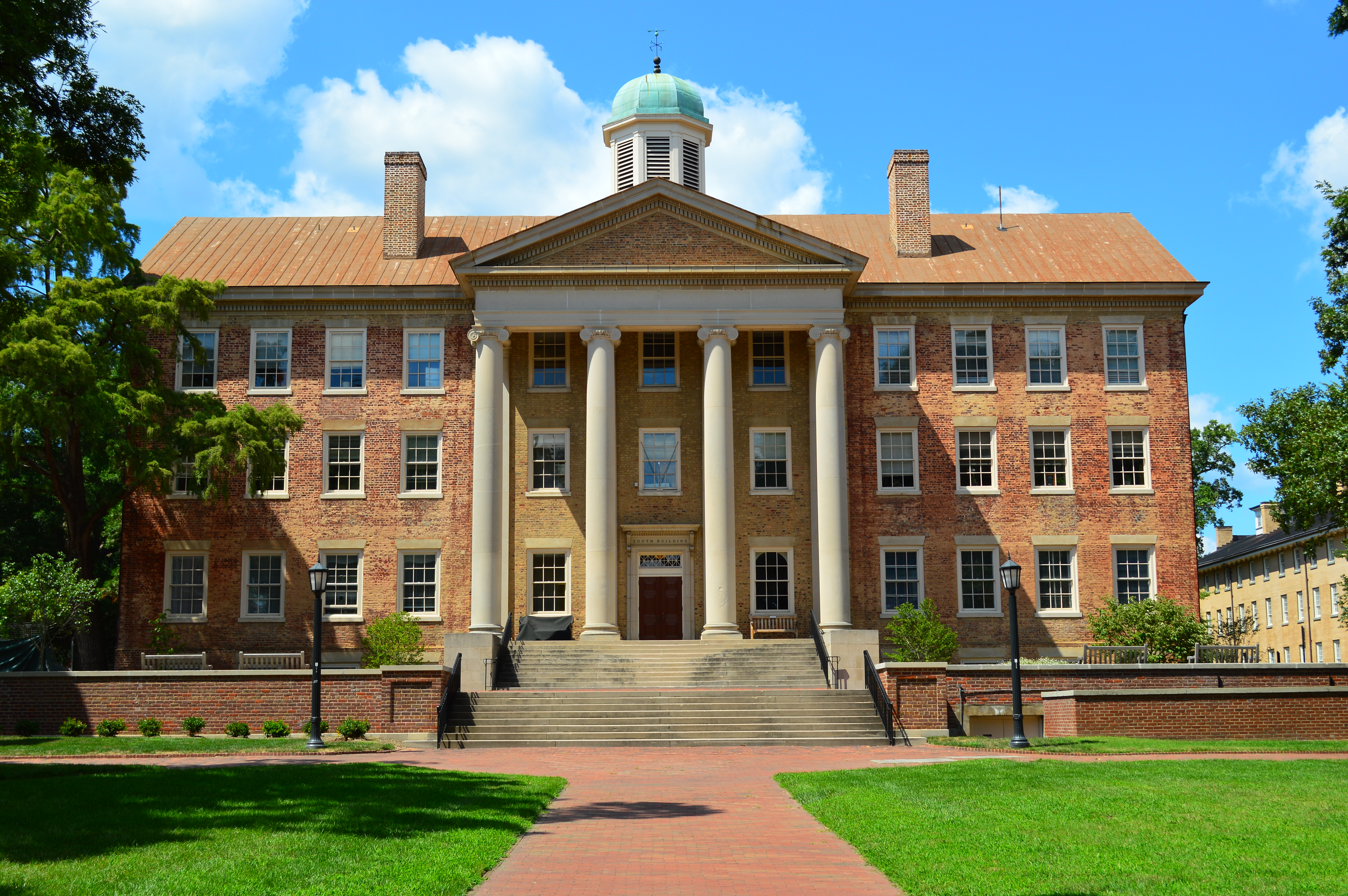
South Building

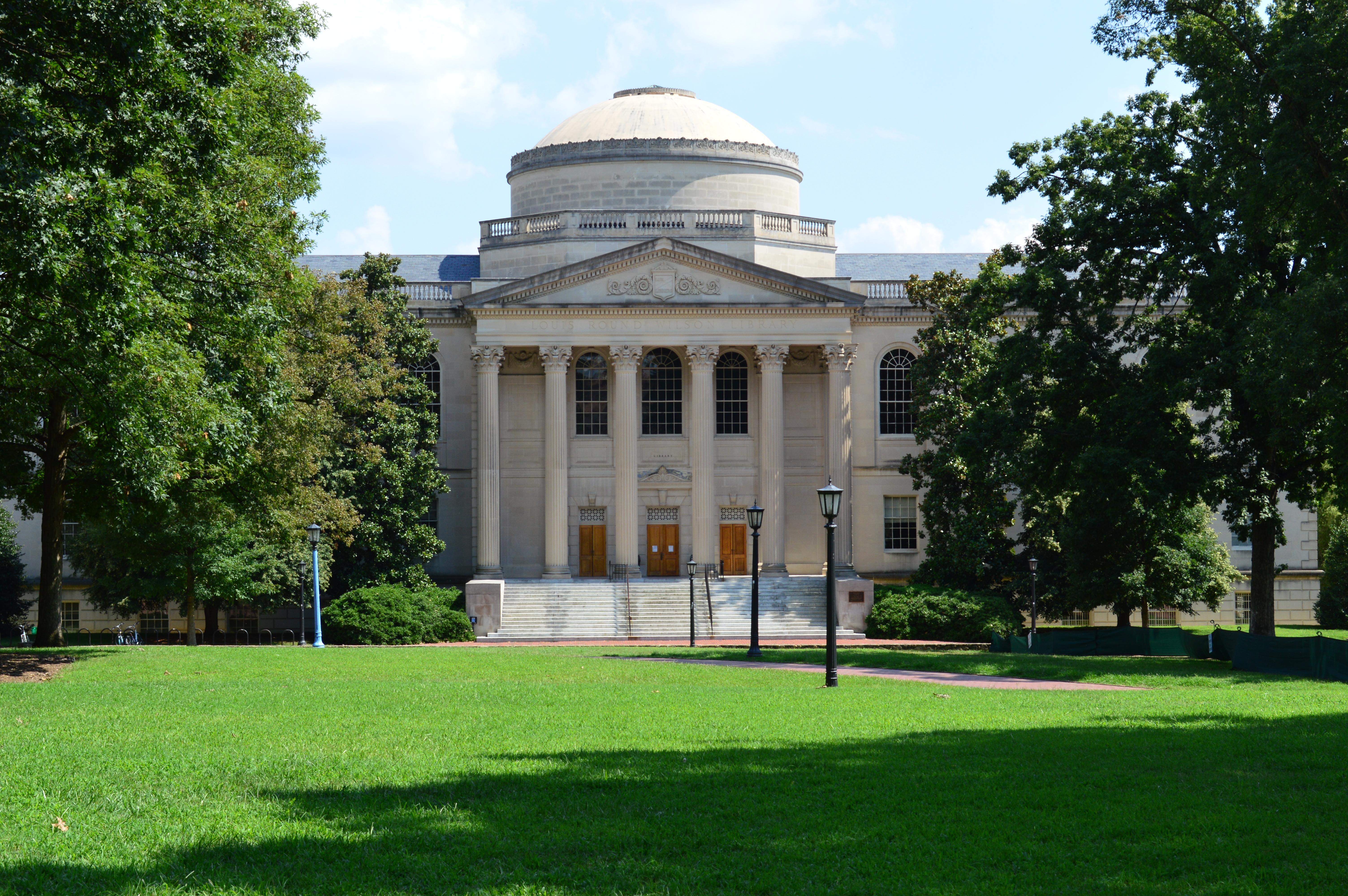
Louis Round Wilson Library

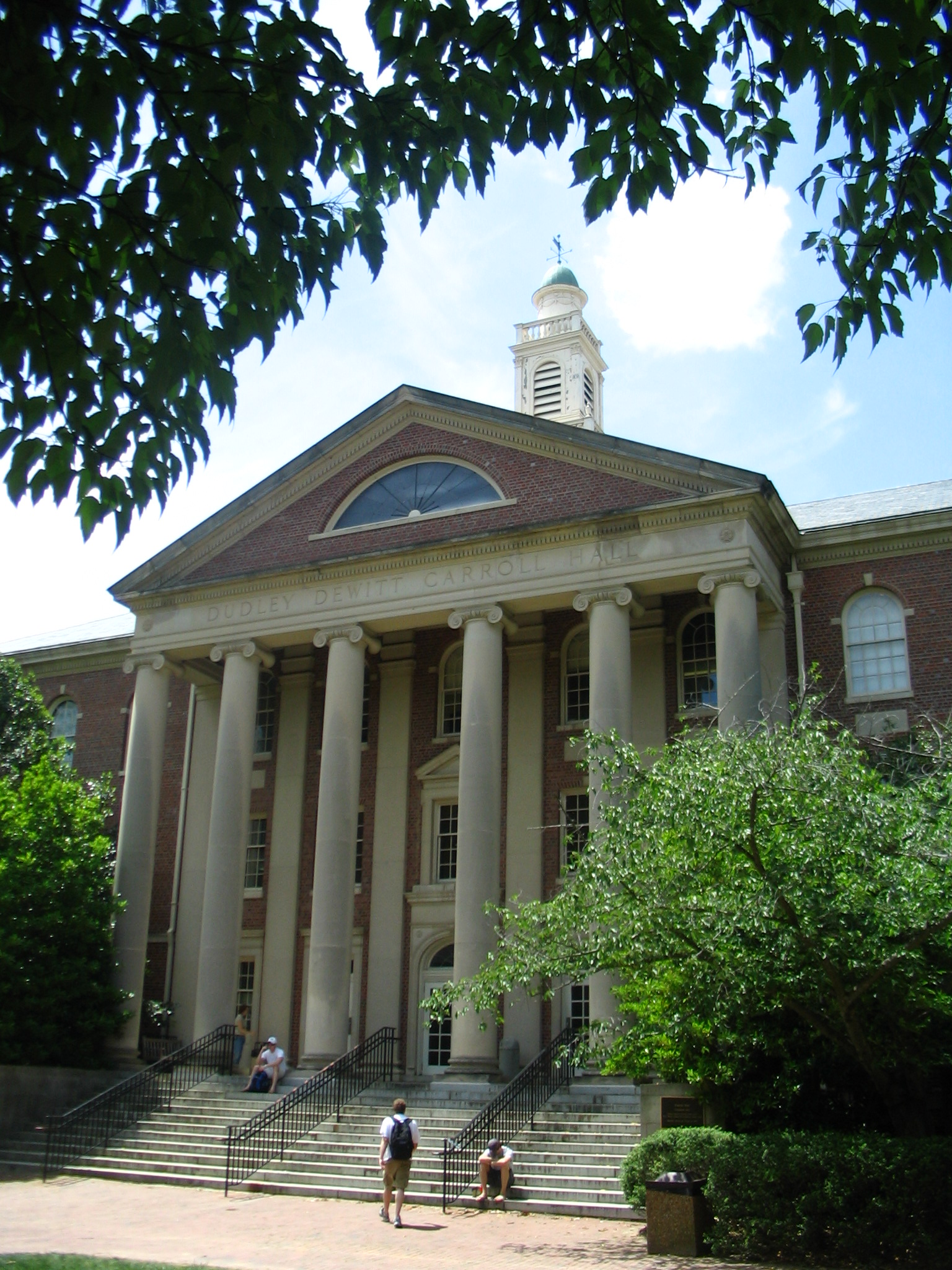
UNCヒューマン・スクール・オブ・ジャーナリズム＆メディア

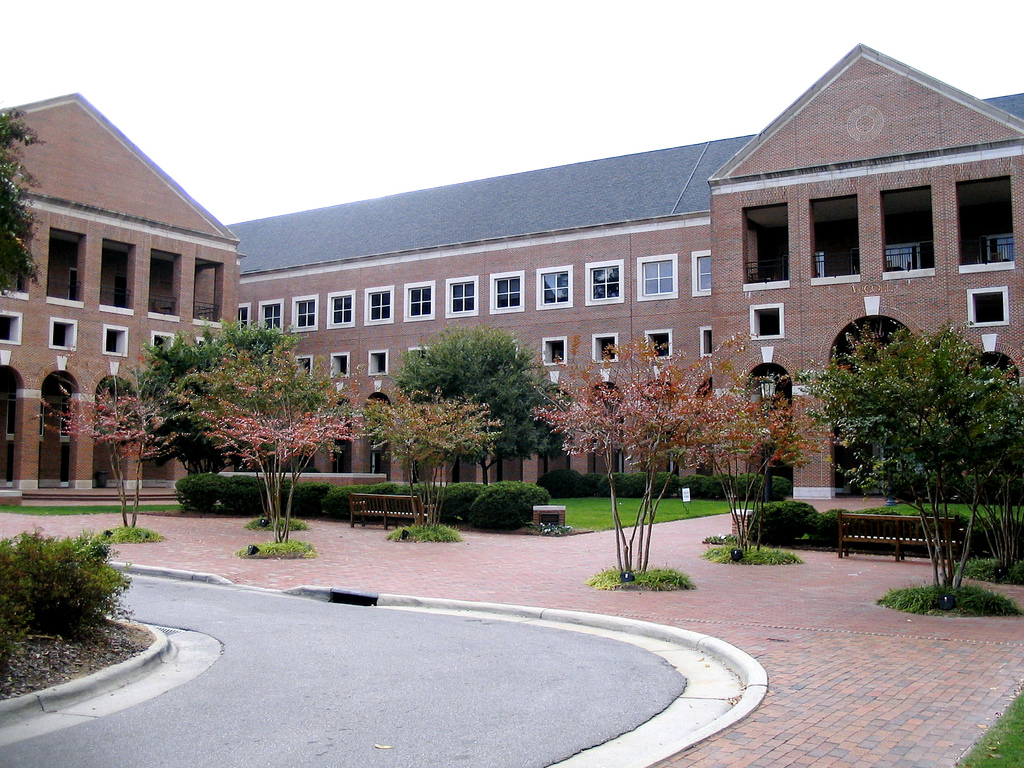
UNCケナン・フラグラー・ビジネススクール

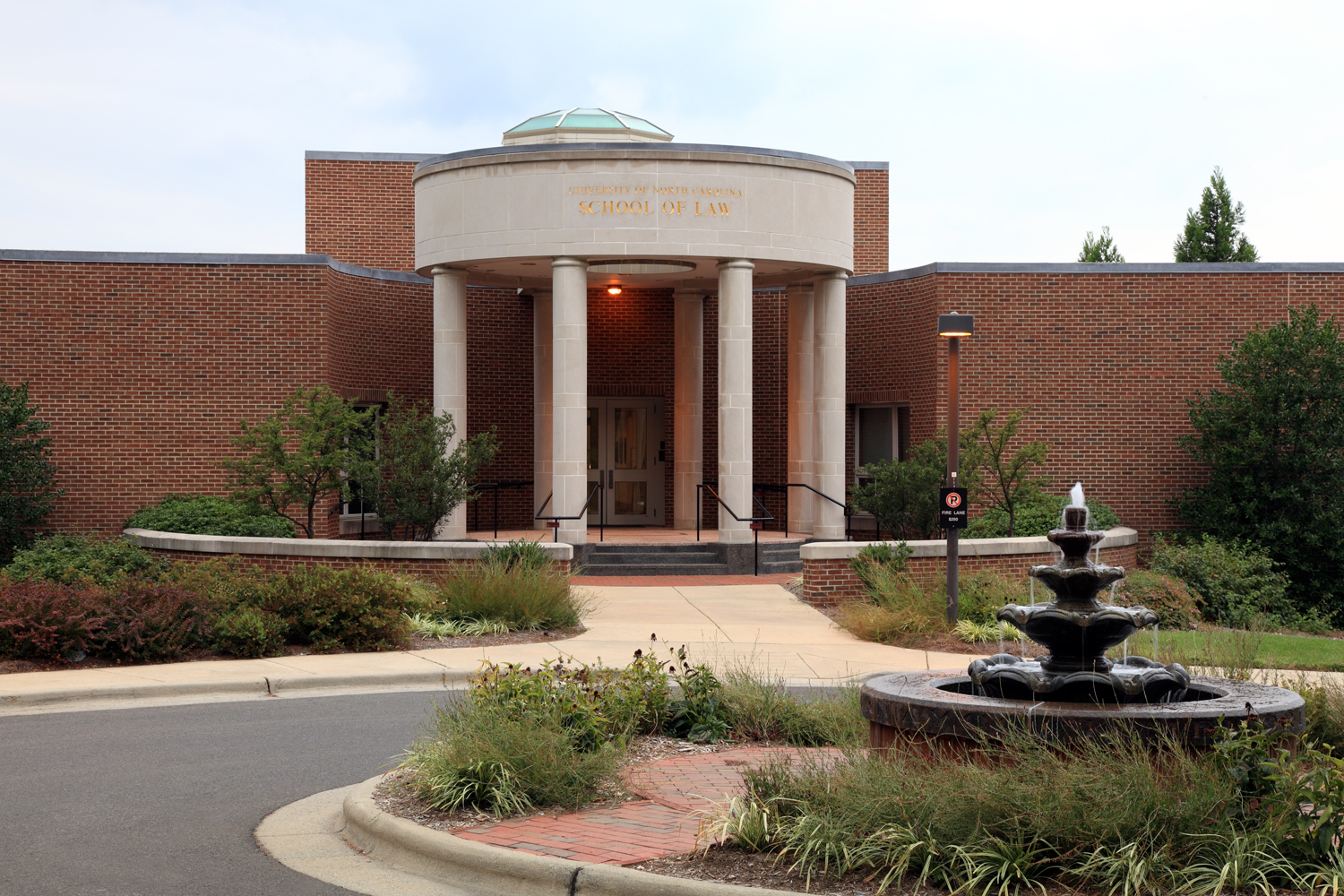
UNCロースクール

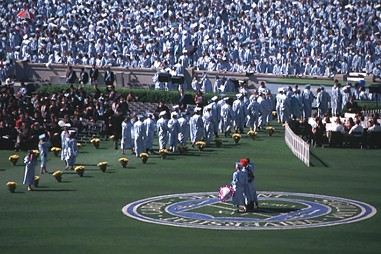
Kenan Memorial Stadium

ノースカロライナ大学チャペルヒル校（ノースカロライナだいがくチャペルヒルこう、University of North Carolina at Chapel Hill、略称UNC）は、アメリカ合衆国ノースカロライナ州チャペルヒルにある州立の総合大学。17校で構成するノースカロライナ大学システムの旗艦校であり、最難関大学の1つである。1789年創立で、アメリカの州立大学の中で2番目に古い。

## 歴史
ノースカロライナ大学は、1789年に開校、1795年より学生の受入れを開始した全米最古の公立大学であり、18世紀に学位を授与した唯一の公立大学である。当時はオールドイースト（Old East）と呼ばれる単一の建物（現在も学生寮として使用されており、公立大学では全米最古の建物である）があったのみであるが、19世紀に入るとキャンパスが拡張され、カリキュラムも古典から自然科学へと広がりを見せた。南北戦争後の影響により一時休校を余儀なくされたものの、再開後は全米初のサマープログラムを導入するなど、再び拡大した。1932年には、ノースカロライナ州内の3つの大学が単一のシステムで運営されるようになり（現在ではノースカロライナ大学システムと呼ばれる）、競争を避ける観点よりエンジニアリングスクールがノースカロライナ大学から、ローリーにあるノースカロライナ州立大学へ移転されるなどの再編が行われた。1963年からは、ノースカロライナ大学システムの旗艦校として、ノースカロライナ大学チャペルヒル校と呼ばれる。尚、2019年現在、ノースカロライナ大学システムは当校を含めた17大学から構成されている。

## キャンパス
キャンパスのあるチャペルヒルは総人口62,000人のうち過半数が学生と教員・スタッフによって占められている文教都市である。治安の良さと気候の温暖さともあいまって、全米でも有数の暮らしやすい街とされている。近隣のダーラム、ローリーと共にトライアングル地区を構成し、シリコンバレーに次ぐハイテク産業の集積地となっているなど、名実共にノースカロライナ州の中心となっている。
大学は、チャペルヒル中心部の広大な敷地内に、教室・研究棟・病院・図書館・学生寮・学生ショップ・アメリカンフットボールやバスケットボール等の競技場等数多くの施設を抱えている。

## 学問
2019年現在、ノースカロライナ大学チャペルヒル校には78の学部プログラム、112の修士課程、68博士課程のプログラムがあり、学生数は約29,000人、140カ国以上から留学生の受け入れを行っている。教授陣は3600人程度。
USニューズ&ワールド・レポート誌2014年度ランキングでは、全体の学部プログラムは全米で第30位、公立大学ではカリフォルニア大学バークレー校（第20位）、カリフォルニア大学ロサンゼルス校(UCLA)（第23位）、バージニア大学（第23位）、ミシガン大学アナーバー校（第29位）に続く第5位にランキングされている。また、2007年10月には同校教授のオリヴァー・スミティーズがノーベル生理学・医学賞を受賞した。さらに2015年10月に同校教授のアジズ・サンジャルがノーベル化学賞を受賞した。
同校は医学薬学研究が盛んであり、医学研究を支援するNIHから多額の研究費を獲得している。2014年には$247,555,416をNIHから研究費として取得している。これは米国内で7番目である。同校は2018年に9つの領域でTop 10の研究費を獲得している。生物化学（4位）、遺伝学（6位）、微生物学（5位）、薬理学（2位）、生理学（9位）などである。
その他、蔵書数580万冊以上の全米でも有数の図書館を持ち、最古のウェブの一つであり全世界3位のコンテンツ量をもつデジタルライブラリー、アイビブリオ（ibiblio）の運営母体にもなっている。

## スポーツ
ノースカロライナ大学チャペルヒル校のスポーツチームは、南北戦争での南部連邦の志願兵に因んでターヒールズ (Tar Heels) と呼ばれ、NCAAのディビジョンI（フットボールはディビジョンI-A）のアトランティック・コースト・カンファレンス (ACC) に属している。

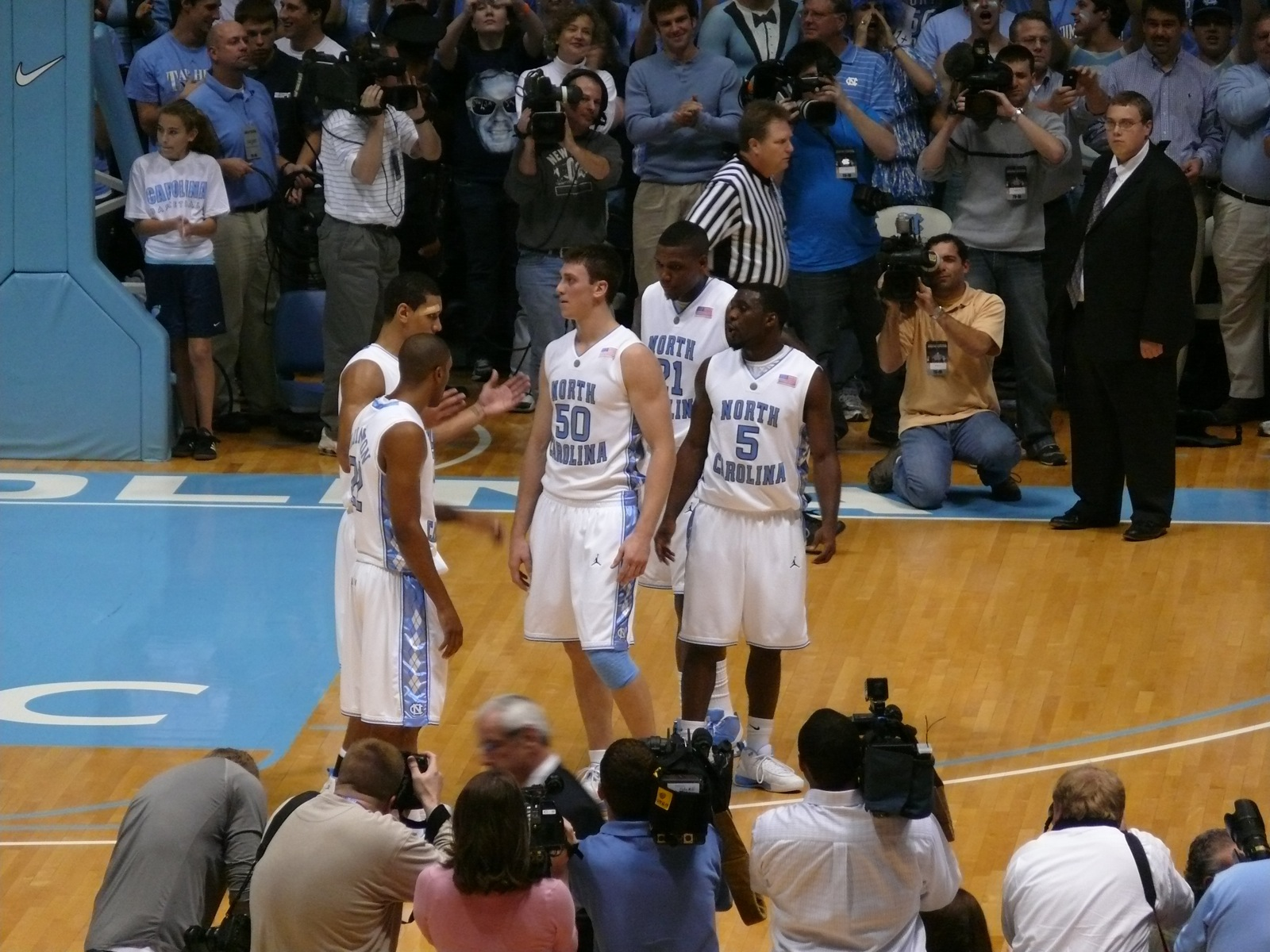
2008年に在籍していた、ウェイン・エリントン、ダニー・グリーン、タイラー・ハンズブロー、タイ・ローソン、デオン・トンプソンら。

特に、男子バスケットボールでは強豪として知られており、これまでNCAAトーナメントで6度優勝を果たしている。マイケル・ジョーダンは、ディーン・スミスがヘッドコーチをしていた時代（1961～1997年）に、同大学を卒業している。また、同カンファレンス所属の強豪デューク大学ブルーデビルズとは、MSNBC等多数の読者・記者投票においての全米のカレッジ・バスケットボールにおける最も有名なライバル関係とされており、両校がトップレベルでしのぎを削っている。ノースカロライナ州外ではミシガン州立大学スパルタンズやUCLAブルーインズらとライバル関係を築いており、毎年ナショナル・チャンピオンをめぐって激しい争いを繰り広げている。
2009年の同チームはオクラホマ大学スーナーズやゴンザガ大学ブルドッグスなどの名だたる有名校を圧倒し、NCAAトーナメント決勝に駒を進めた。同年4月6日の決勝戦では同じくバスケットボールの強豪として名をはせるミシガン州立大学スパルタンズと対戦。ルイビル大学、コネチカット大学などの優勝候補を次々に沈め波に乗っていたスパルタンズをオフェンス・ディフェンスの両面で完勝し、NCAAトーナメント決勝戦の歴史上でも稀に見る大差で全米優勝をはたした。このときの主力メンバーの一人であるダニー・グリーンは、2014年にNBAチャンピオンとなり、この優勝により、マイケル・ジョーダン、ジェームズ・ウォージーと同じくNCAAおよびNBAでチャンピオンとなったカロライナ出身選手の仲間入りを果たした。
大学で最も人気のあるアメリカンフットボールでは、バージニア大学との試合が "南部でもっと古いライバル対決 (Oldest Rivalry in the South)" と呼ばれており、他のアトランティック・コースト・カンファレンス内の他校との試合と合わせて人気がある。他のスポーツでは、1981年以降で19回の全米チャンピオンに輝いた女子サッカーや、それぞれ全米チャンピオン経験のある男子サッカーや女子バスケットボールが有名である。

### デューク大学との関係

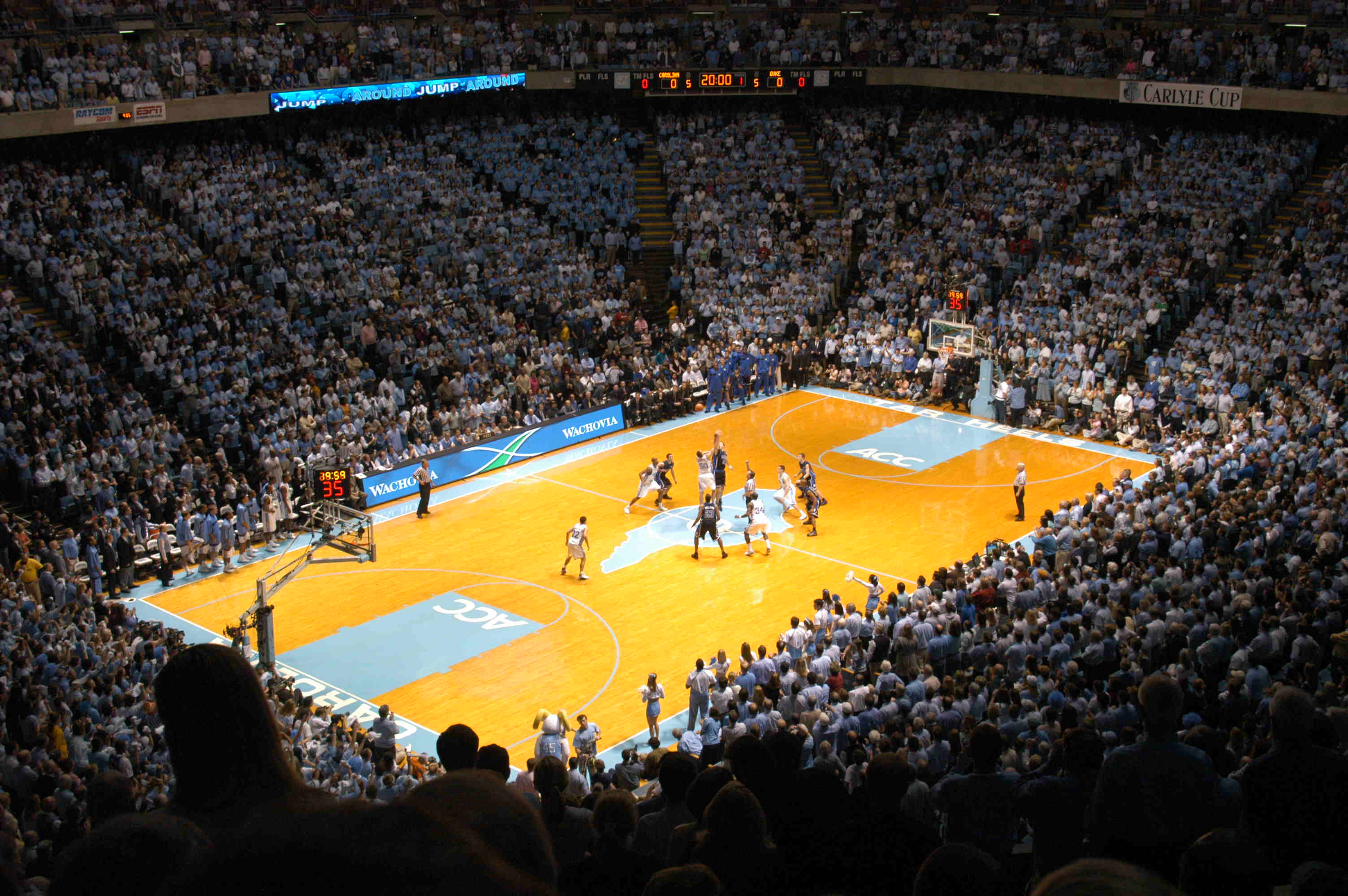
ディーン・スミス・センターで行われた対ブルーデビルズ戦

近隣のデューク大学とはライバル関係にあり、デューク大学との試合は大きな盛り上がりを見せる。また、試合が近づくとチャペルヒルの町中で「Beat Duke（デュークを打ち負かせ）」の文字が見られる。

## 評価
リチャード・モルの1985年の著書で、アイビーリーグと同等の教育が受けられる公立大学群（パブリック・アイビー）の８校の一つに名を連ねた。2021年時点で、ノーベル賞受賞者を合計9人輩出している。公衆衛生学の研究に優れ、USニューズ&ワールド・レポート（US News）の格付けではジョンズ・ホプキンス大学に次いで第2位にランキングされており、看護学においても、全米TOP5となっている。ジャーナリズム分野では、28人のピューリッツァー賞受賞者を輩出しており、ヒューマン・スクール・オブ・ジャーナリズム＆メディア（UNC Hussman School of Journalism and Media）が、全米TOP10となっている。経営学分野は、ケナン・フラグラー・ビジネススクール（Kenan-Flagler Business School）として運営されており、US News 2017年度ランキングにおいて全米TOP20にランクインした。法学分野のノースカロライナ大学ロースクールは全米TOP25前後となっている。
その他、USニューズ&ワールド・レポート誌2017年度における個別の学問分野では、大学院の図書館情報で全米3位、プライマリ・ケアで2位、薬学で1位、コンピューター科学で10位となっている。スポーツ対抗試合では、同じノースカロライナ州内のデューク大学とライバル関係にある。

## 卒業生
- トマス・ウルフ（Thomas Wolfe） - 作家
- リチャード・カーン（Richard Kern） - 写真家
- ジョナサン・ヤードリー（Jonathan Yardley） - 作家・批評家、ピュリッツァー賞受賞
- ジム・ヤードリー（Jim Yardley） - ジャーナリスト、ピュリッツァー賞受賞
- ピーター・ガモンズ（Peter Gammons）- スポーツライター、アメリカ野球殿堂入り
- ビリー・クラダップ - 俳優
- ライオネル・スタンダー - 俳優
- ジャック・パランス - 俳優、アカデミー助演男優賞受賞
- ランドルフ・スコット - 俳優
- ルイーズ・フレッチャー - 女優、アカデミー主演女優賞受賞
- ルイス・ブラック - 俳優、コメディアン、脚本家、グラミー賞受賞
- ローレル・ホロマン - 女優
- ジェームズ・ポーク - 第11代アメリカ合衆国大統領
- ウィリアム・R・キング - 政治家、副大統領
- ウィリアム・アレクサンダー・グラハム - 政治家
- ジョン・ブランチ - 政治家
- ジェイコブ・トンプソン - 政治家
- ジェイムズ・コクラン・ドビン (1世) - 政治家
- ジョン・ヘンリー・イートン - 政治家
- アーロン・ヴェナブル・ブラウン - 政治家
- ジョン・ヤング・メイソン - 政治家
- ケネス・クレイボーン・ロイヤル - 軍人、政治家
- ジョージ・デイヴィス - 政治家
- ジョセファス・ダニエルズ - 政治家
- ジョン・エドワーズ - 政治家、2004年大統領選挙副大統領候補
- ロイ・クーパー - 政治家、第75代ノースカロライナ州知事
- ミック・マルバニー - 政治家
- ウィリアム・B・ハリソン・Jr（William B. Harrison, Jr.） - JPモルガンチェース前CEO
- サリー・クラウチェク（Sallie Krawcheck） – シティーコープ前CEO
- ヒュー・マッコール（Hugh McColl） - バンクオブアメリカ前CEO
- G・ケン・トンプソン（Ken Thompson） – ワコビア前CEO
- アースキン・ボウルズ（Erskine Bowles） – ノースカロライナ大学学長、クリントン政権大統領首席補佐官
- メアリー・スー・コールマン（Mary Sue Coleman） – ミシガン大学学長
- キャロル・ガリソン（Carol Garrison） – アラバマ大学バーミングハム校学長
- ロバート・ファーチゴット – ノーベル生理学・医学賞受賞者
- 片田さおり - 国際政治経済学者、世界国際関係学会副会長
- 佐上武弘 - 日本大蔵省大臣官房長、財務官
- 藤山楢一 - 駐イタリア日本大使、駐連合王国（英国）日本大使
- 町野和夫 – 経済学者
- クレイグ・マーフィー – 国際政治学者
- オッド・アルネ・ウェスタッド – 歴史学者
- ラッセル・バークレー– 心理学者
- ラリー・ブラウン - 2004年アテネ五輪バスケットボールアメリカ代表監督
- ジョージ・カール - 元バスケットボール選手、監督
- ジェームズ・ウォージー - バスケットボール選手（NCAAとNBAでチャンピオン）
- マイケル・ジョーダン - バスケットボール選手（NCAAとNBAでチャンピオン）
- ダニー・グリーン - バスケットボール選手（NCAAとNBAでチャンピオン）
- ラシード・ウォーレス - バスケットボール選手
- ジェリー・スタックハウス - バスケットボール選手
- ヴィンス・カーター - バスケットボール選手
- アントワン・ジェイミソン - バスケットボール選手
- ピート・チルカット - バスケットボール選手
- ジェワッド・ウィリアムズ - バスケットボール選手
- ブレンダン・ヘイウッド - バスケットボール選手
- ビリー・カニンガム - バスケットボール選手
- リック・フォックス - 元バスケットボール選手、俳優
- ボブ・マカドゥー - 元バスケットボール選手
- レイモンド・フェルトン - バスケットボール選手
- マーヴィン・ウィリアムス - バスケットボール選手
- ショーン・メイ - バスケットボール選手
- ラシャード・マキャンツ - バスケットボール選手
- コービー・ホワイト - バスケットボール選手
- ミア・ハム - サッカー選手、FIFA最優秀選手賞
- エディ・ポープ - サッカー選手
- エリック・リーハイ - サッカー選手
- マリオン・ジョーンズ - 陸上選手
- アレン・ジョンソン - 陸上選手、アトランタ五輪金メダリスト
- ダスティン・アクリー - 野球選手
- ダニエル・バード - 野球選手
- ティム・フェデロビッチ - 野球選手
- マット・ハービー - 野球選手
- クリス・アイアネッタ - 野球選手
- アンドリュー・ミラー - 野球選手
- ブライアン・ロバーツ - 野球選手
- カイル・シーガー - 野球選手
- カイル・スナイダー - 野球選手
- B.J.サーホフ - 野球選手
- ウォルト・ワイス - 野球選手
- ロブ・ウッテン - 野球選手
- デービス・ラブ三世 - プロゴルファー、全米プロゴルフ選手権優勝
- ケネディ・ミークス ｰ バスケットボール選手